# Женская сборная Украины по баскетболу
Женская национальная сборная команда Украины по баскетболу(укр. Жіноча національна збірна команда України з баскетболу) — команда, представляющая Украину на международных соревнованиях по баскетболу среди женских команд. Организацию, управление и контроль обеспечивает Федерация баскетбола Украины (ФБУ).
Организована в 1992 году. Первый официальный матч провела 14 мая 1993 года. Один раз выступала в Олимпийских Играх (1996), результат — выход в полуфинал турнира (итоговое 4-е место). Сборная не принимала участие в чемпионатах мира. Девять раз участвовала в чемпионатах Европы (1995, 1997, 2001, 2003, 2009, 2013, 2015, 2017, 2019), лучший результат — чемпион Европы в турнире 1995 года.
Действующий капитан сборной — Алина Ягупова, защитник турецкого «Фенербахче» из Стамбула. Главный тренер сборной — Срджан Радулович.
По состоянию на 21 августа 2023 года сборная занимает 34-е место среди женских баскетбольных сборных в рейтинге ФИБА и 18-е место среди европейских женских баскетбольных сборных.

## История
Украинская сборная сформировалась после распада СССР, в 1992 году она стала членом ФИБА.
Сборная дебютировала на международной арене на чемпионате Европы по баскетболу в 1995 году, где стала Чемпионкой Европы. В составе команды блистали две олимпийские чемпионки 1992 года, выступавшие за сборную СНГ: Марина Ткаченко и Елена Жирко.
На следующий год сборная Украины выступала на Олимпиаде — 1996, где в матче за 3-е место уступила сборной Австралии: 56:66.
Затем наступил спад в игре сборной: только 4 участия в финальных играх чемпионата Европы, где лучшее место — 10-е (1997), как следствие отсутствие команды на мировых форумах.

## Тренеры
- Владимир Рыжов (1993—1997)[2]
- Игорь Ткаченко (?, ум. 2001)
- Владимир Брюховецкий (2008—2009)[3]
- Вадим Чечуро[пол.]
- Владимир Холопов
- Горан Бошкович
- Срджан Радулович

## Результаты

### Олимпийские игры
- 1996 4°

### Чемпионат Европы
- 1995  1°
- 1997 10°
- 2001 11°
- 2003 11°
- 2009 13°
- 2013 16°
- 2015 17°
- 2017 10°
- 2019 16°